# Morti nel 2022/Gennaio
| Questa pagina contiene informazioni ricavate automaticamente dalle voci biografiche con l'ausilio del template Bio e di un bot. L'aggiornamento è periodico e automatico e ricostruisce completamente la pagina. Se manca una persona in questa lista, sei pregato di non aggiungerla, ma accertati piuttosto che la sua voce biografica contenga il template Bio e che i dati anagrafici siano correttamente compilati. Se il template Bio manca, inseriscilo tu stesso o, in alternativa, metti l'avviso {{tmp\|Bio}} che ne segnala la mancanza. Se i dati riportati sono sbagliati, correggi direttamente la voce biografica; le modifiche saranno visibili in questa lista entro pochi giorni. Per chiarimenti vedi il progetto biografie. La lista contiene solo le 257 persone che sono citate nell'enciclopedia e per le quali è stato implementato correttamente il template Bio. Pagina aggiornata al 10 lug 2025. |

- 1º gennaio - Francesco Forte, politico e economista italiano (n. 1929)
- 1º gennaio - Richard Freed, critico musicale e giornalista statunitense (n. 1928)
- 1º gennaio - Andreas Kunz, combinatista nordico tedesco (n. 1946)
- 1º gennaio - Robin Walsh Leamy, vescovo cattolico neozelandese (n. 1934)
- 1º gennaio - Calisto Tanzi, imprenditore e dirigente sportivo italiano (n. 1938)
- 2 gennaio - Eric Walter Elst, astronomo belga (n. 1936)
- 2 gennaio - Jens Jørgen Hansen, calciatore danese (n. 1939)
- 2 gennaio - Richard Leakey, paleontologo e politico keniota (n. 1944)
- 2 gennaio - Mario Macalli, dirigente sportivo italiano (n. 1937)
- 2 gennaio - Viktor Saneev, triplista sovietico (n. 1945)
- 3 gennaio - Giovanni Felice Azzone, patologo e biochimico italiano (n. 1927)
- 3 gennaio - Egle Becchi, pedagogista e storica italiana (n. 1930)
- 3 gennaio - George Bălan, filosofo, musicologo e aforista rumeno (n. 1929)
- 3 gennaio - Gianni Celati, scrittore, traduttore e anglista italiano (n. 1937)
- 3 gennaio - José Gorostiaga, cestista paraguaiano (n. 1930)
- 3 gennaio - Mario Lanfranchi, regista, sceneggiatore e collezionista d'arte italiano (n. 1927)
- 3 gennaio - Beatrice Mintz, genetista e biologa statunitense (n. 1921)
- 3 gennaio - Jay Wolpert, sceneggiatore, produttore televisivo e attore statunitense (n. 1942)
- 4 gennaio - Rolf-Dieter Amend, canoista tedesco (n. 1949)
- 4 gennaio - William M. Anderson, montatore nordirlandese (n. 1948)
- 4 gennaio - Ross Browner, giocatore di football americano statunitense (n. 1954)
- 4 gennaio - Giovanni Busino, sociologo italiano (n. 1932)
- 4 gennaio - Joan Copeland, attrice e doppiatrice statunitense (n. 1922)
- 4 gennaio - James Corsi, giocatore di baseball statunitense (n. 1961)
- 4 gennaio - Sergio Dangelo, pittore e illustratore italiano (n. 1932)
- 4 gennaio - Anatolij Kuksov, calciatore e allenatore di calcio sovietico (n. 1949)
- 4 gennaio - Laura Rangoni, gastronoma, giornalista e scrittrice italiana (n. 1962)
- 5 gennaio - Francisco Álvarez Martínez, cardinale e arcivescovo cattolico spagnolo (n. 1925)
- 5 gennaio - Enrico Berti, filosofo italiano (n. 1935)
- 5 gennaio - Robert Blust, linguista statunitense (n. 1940)
- 5 gennaio - Lawrence Brooks, militare statunitense (n. 1909)
- 5 gennaio - Dale Clevenger, cornista, direttore d'orchestra e insegnante statunitense (n. 1940)
- 5 gennaio - Kim Mi-soo, attrice e modella sudcoreana (n. 1992)
- 5 gennaio - Adriano Leverone, ceramista e scultore italiano (n. 1953)
- 5 gennaio - Viktor Lukašenko, calciatore e allenatore di calcio sovietico (n. 1937)
- 5 gennaio - Ralph Neely, giocatore di football americano statunitense (n. 1943)
- 5 gennaio - Anatole Novak, ciclista su strada francese (n. 1937)
- 5 gennaio - Olga Orban-Szabo, schermitrice rumena (n. 1938)
- 6 gennaio - Ubaldo Balbi, calciatore italiano (n. 1938)
- 6 gennaio - Peter Bogdanovich, regista, sceneggiatore e critico cinematografico statunitense (n. 1939)
- 6 gennaio - Bob Falkenburg, tennista statunitense (n. 1926)
- 6 gennaio - Mariano Laurenti, regista e sceneggiatore italiano (n. 1929)
- 6 gennaio - Carlo Meliciani, baritono italiano (n. 1929)
- 6 gennaio - Gloria Piedimonte, attrice, cantante e showgirl italiana (n. 1955)
- 6 gennaio - Sidney Poitier, attore e regista cinematografico statunitense (n. 1927)
- 6 gennaio - Yoram Taharlev, poeta, paroliere e scrittore israeliano (n. 1938)
- 7 gennaio - Scott Bozek, schermidore statunitense (n. 1950)
- 7 gennaio - Mino De Rossi, ciclista su strada e pistard italiano (n. 1931)
- 7 gennaio - Mark Forest, attore e culturista statunitense (n. 1933)
- 7 gennaio - Anatolij Vasil'evič Kvašnin, generale russo (n. 1946)
- 7 gennaio - Jimmy Smith, calciatore inglese (n. 1930)
- 7 gennaio - Jan Swantek, vescovo vetero-cattolico statunitense (n. 1933)
- 7 gennaio - Vitaliano Trevisan, scrittore, attore e drammaturgo italiano (n. 1960)
- 8 gennaio - Baktash Abtin, poeta, scrittore e regista iraniano (n. 1974)
- 8 gennaio - Marilyn Bergman, paroliera statunitense (n. 1929)
- 8 gennaio - Charles Debbasch, giurista e politico francese (n. 1937)
- 8 gennaio - Michael Lang, imprenditore statunitense (n. 1944)
- 8 gennaio - Viktor Mazin, sollevatore sovietico (n. 1954)
- 8 gennaio - Carmelo Pujia, politico italiano (n. 1927)
- 8 gennaio - John Rambo, altista statunitense (n. 1943)
- 8 gennaio - Nina Ročeva, fondista sovietica (n. 1948)
- 8 gennaio - György Telegdy, cestista ungherese (n. 1927)
- 9 gennaio - Franco Cavallo, velista italiano (n. 1932)
- 9 gennaio - Shakuntala Devi, politica indiana (n. 1931)
- 9 gennaio - Dwayne Hickman, attore e regista televisivo statunitense (n. 1934)
- 9 gennaio - Maria Ewing, soprano e mezzosoprano statunitense (n. 1950)
- 9 gennaio - Toshiki Kaifu, politico giapponese (n. 1931)
- 9 gennaio - James Mtume, percussionista statunitense (n. 1946)
- 9 gennaio - Jean Philippe, cantante francese (n. 1930)
- 9 gennaio - Giacomo Properzj, politico, imprenditore e giornalista italiano (n. 1939)
- 9 gennaio - Claudio Rimbaldo, calciatore italiano (n. 1932)
- 9 gennaio - Bob Saget, attore, conduttore televisivo e comico statunitense (n. 1956)
- 9 gennaio - Nicolò Simone, canottiere italiano (n. 1931)
- 9 gennaio - Tahani al-Gebali, magistrato egiziano (n. 1950)
- 10 gennaio - Herbert Achternbusch, regista e sceneggiatore tedesco (n. 1938)
- 10 gennaio - Luigi Compagnoni, artista italiano (n. 1954)
- 10 gennaio - Martin Davis, schermidore statunitense (n. 1937)
- 10 gennaio - Vladimir Dolgov, nuotatore sovietico (n. 1960)
- 10 gennaio - Robert Durst, imprenditore e criminale statunitense (n. 1943)
- 10 gennaio - Ian Greenberg, dirigente d'azienda canadese (n. 1942)
- 10 gennaio - Glyn Jones, calciatore inglese (n. 1936)
- 10 gennaio - Deon Lendore, velocista trinidadiano (n. 1992)
- 10 gennaio - Don Maynard, giocatore di football americano statunitense (n. 1935)
- 10 gennaio - Silvia Tortora, giornalista italiana (n. 1962)
- 11 gennaio - Anatolij Aljab'ev, biatleta e pedagogista sovietico (n. 1951)
- 11 gennaio - Maria Cristina Brancucci, cantante italiana (n. 1940)
- 11 gennaio - Ahmet Çalık, calciatore turco (n. 1994)
- 11 gennaio - Francesco Focardi, vescovo cattolico e missionario italiano (n. 1949)
- 11 gennaio - Klaus Ploghaus, martellista tedesco (n. 1956)
- 11 gennaio - Karl Harrington Potter, storico delle religioni e indologo statunitense (n. 1927)
- 11 gennaio - Guy Sajer, scrittore e fumettista francese (n. 1927)
- 11 gennaio - David Sassoli, giornalista, conduttore televisivo e politico italiano (n. 1956)
- 11 gennaio - Ernest Shonekan, politico nigeriano (n. 1936)
- 12 gennaio - Marie-José Denys, politica francese (n. 1950)
- 12 gennaio - Everett Lee, direttore d'orchestra e violinista statunitense (n. 1916)
- 12 gennaio - Ronnie Spector, cantante statunitense (n. 1943)
- 12 gennaio - Maurice Walsh, calciatore maltese (n. 1930)
- 13 gennaio - Erminio Bagnasco, scrittore, giornalista e militare italiano (n. 1937)
- 13 gennaio - Roberto Bauce, pilota di rally italiano (n. 1945)
- 13 gennaio - Jean-Jacques Beineix, regista e produttore cinematografico francese (n. 1946)
- 13 gennaio - Mario Carlini, costumista e scenografo italiano (n. 1943)
- 13 gennaio - Mario Catalano, politico e giornalista italiano (n. 1940)
- 13 gennaio - Werner Delmes, hockeista su prato tedesco (n. 1930)
- 13 gennaio - Christian Gasc, costumista francese (n. 1945)
- 13 gennaio - Halvor Malm, sciatore alpino e allenatore di sci alpino norvegese (n. 1936)
- 13 gennaio - Vlastimir Mijović, giornalista bosniaco (n. 1956)
- 13 gennaio - Chiara Samugheo, fotografa italiana (n. 1925)
- 13 gennaio - Giacomo Vianello, calciatore italiano (n. 1947)
- 14 gennaio - Ann Arensberg, scrittrice statunitense (n. 1937)
- 14 gennaio - Ricardo Bofill, architetto e urbanista spagnolo (n. 1939)
- 14 gennaio - Boris Brožovskij, direttore della fotografia sovietico (n. 1935)
- 14 gennaio - Angelo Gilardino, chitarrista, musicologo e compositore italiano (n. 1941)
- 14 gennaio - Ron Goulart, scrittore statunitense (n. 1933)
- 14 gennaio - Giuseppe Lisciani, editore, scrittore e pedagogista italiano (n. 1940)
- 14 gennaio - Robert Péri, calciatore francese (n. 1941)
- 14 gennaio - John Sainsbury, imprenditore e filantropo inglese (n. 1927)
- 14 gennaio - Paolo Schiavocampo, pittore e scultore italiano (n. 1924)
- 14 gennaio - Alice von Hildebrand, filosofa e teologa belga (n. 1923)
- 15 gennaio - Rink Babka, discobolo statunitense (n. 1936)
- 15 gennaio - Nino Cerruti, stilista e imprenditore italiano (n. 1930)
- 15 gennaio - Joe Hall, cestista e allenatore di pallacanestro statunitense (n. 1928)
- 15 gennaio - Renato Lodi, generale italiano (n. 1923)
- 15 gennaio - Ramazan Rragami, calciatore e allenatore di calcio albanese (n. 1944)
- 16 gennaio - Carmela Corren, cantante e attrice israeliana (n. 1938)
- 16 gennaio - Alberto Fommei, calciatore italiano (n. 1927)
- 16 gennaio - Françoise Forton, attrice brasiliana (n. 1957)
- 16 gennaio - Hana Horká, cantante ceca (n. 1964)
- 16 gennaio - Ibrahim Boubacar Keïta, politico maliano (n. 1945)
- 16 gennaio - Ida Zoccarato, supercentenaria italiana (n. 1909)
- 17 gennaio - Lorenzo Castellano, autore televisivo, sceneggiatore e regista italiano (n. 1963)
- 17 gennaio - Armando Gama, cantautore e baritono portoghese (n. 1954)
- 17 gennaio - Alicia Rio, attrice pornografica messicana (n. 1970)
- 17 gennaio - Michel Subor, attore francese (n. 1935)
- 17 gennaio - Thelma Sutcliffe, supercentenaria statunitense (n. 1906)
- 18 gennaio - Lorenzo Alocén, cestista spagnolo (n. 1937)
- 18 gennaio - Francis Bazire, ciclista su strada francese (n. 1939)
- 18 gennaio - Badal Roy, percussionista indiano (n. 1939)
- 18 gennaio - David Cox, statistico britannico (n. 1924)
- 18 gennaio - Francisco Gento, calciatore e allenatore di calcio spagnolo (n. 1933)
- 18 gennaio - Francesco Paolo Glorioso, giornalista italiano (n. 1923)
- 18 gennaio - Dick Halligan, musicista statunitense (n. 1943)
- 18 gennaio - Lusia Harris, cestista statunitense (n. 1955)
- 18 gennaio - Michelangelo La Neve, fumettista e sceneggiatore italiano (n. 1959)
- 18 gennaio - Alberto Michelotti, calciatore e arbitro di calcio italiano (n. 1930)
- 18 gennaio - Yvette Mimieux, attrice statunitense (n. 1942)
- 18 gennaio - Peter Robbins, attore e doppiatore statunitense (n. 1956)
- 18 gennaio - Anatolij Novikov, judoka sovietico (n. 1947)
- 18 gennaio - André Leon Talley, giornalista statunitense (n. 1949)
- 18 gennaio - Eloy Tato Losada, vescovo cattolico e missionario spagnolo (n. 1923)
- 18 gennaio - Saturnino de la Fuente García, supercentenario spagnolo (n. 1909)
- 19 gennaio - Tommy Angell, schermitrice statunitense (n. 1924)
- 19 gennaio - Antonio Borrometi, politico italiano (n. 1953)
- 19 gennaio - Hans-Jürgen Dörner, calciatore e allenatore di calcio tedesco orientale (n. 1951)
- 19 gennaio - Nils Arne Eggen, calciatore e allenatore di calcio norvegese (n. 1941)
- 19 gennaio - Elmar Fischer, vescovo cattolico austriaco (n. 1936)
- 19 gennaio - Stanisław Grędziński, velocista polacco (n. 1945)
- 19 gennaio - Hardy Krüger, attore tedesco (n. 1928)
- 19 gennaio - Richard Liversedge, slittinista britannico (n. 1940)
- 19 gennaio - Nigel Rogers, tenore, direttore di coro e insegnante inglese (n. 1935)
- 19 gennaio - Gaspard Ulliel, attore e modello francese (n. 1984)
- 20 gennaio - Meat Loaf, cantante e attore statunitense (n. 1947)
- 20 gennaio - Heidi Biebl, sciatrice alpina tedesca (n. 1941)
- 20 gennaio - Gernot Böhme, filosofo tedesco (n. 1937)
- 20 gennaio - Cesare De Agostini, giornalista e scrittore italiano (n. 1941)
- 20 gennaio - Giuseppe Flachi, mafioso italiano (n. 1951)
- 20 gennaio - Eduardo Flores, calciatore e allenatore di calcio argentino (n. 1944)
- 20 gennaio - Benjamin Kogo, siepista keniota (n. 1944)
- 20 gennaio - Sergio Lepri, giornalista e saggista italiano (n. 1919)
- 20 gennaio - Camillo Milli, attore italiano (n. 1929)
- 20 gennaio - René Robert, fotografo svizzero (n. 1936)
- 20 gennaio - Elza Soares, cantante brasiliana (n. 1930)
- 21 gennaio - Louie Anderson, attore e comico statunitense (n. 1953)
- 21 gennaio - Rex Cawley, ostacolista statunitense (n. 1940)
- 21 gennaio - Giacomo Contri, medico e psicoanalista italiano (n. 1941)
- 21 gennaio - Romualdo Coviello, economista e politico italiano (n. 1940)
- 21 gennaio - Jim Forbes, cestista e allenatore di pallacanestro statunitense (n. 1952)
- 21 gennaio - Francesco Paolo Fulci, diplomatico italiano (n. 1931)
- 21 gennaio - Krzysztof Gawędzki, matematico e fisico polacco (n. 1947)
- 21 gennaio - William Higgins, tennista statunitense (n. 1942)
- 21 gennaio - Arlo U. Landolt, astronomo statunitense (n. 1935)
- 21 gennaio - Piero Parodi, cantante e compositore italiano (n. 1935)
- 21 gennaio - Thích Nhất Hạnh, monaco buddhista, poeta e attivista vietnamita (n. 1926)
- 21 gennaio - Antonino Valletta, politico e medico italiano (n. 1938)
- 21 gennaio - Zhang Jie, scrittrice cinese (n. 1937)
- 22 gennaio - Umberto Bignardi, pittore italiano (n. 1935)
- 22 gennaio - Gianni Di Marzio, allenatore di calcio, dirigente sportivo e commentatore televisivo italiano (n. 1940)
- 22 gennaio - Vladimir Lagrange, fotografo russo (n. 1939)
- 22 gennaio - António Lima Pereira, calciatore portoghese (n. 1952)
- 22 gennaio - Elena Mezzadra, artista, pittrice e illustratrice italiana (n. 1926)
- 22 gennaio - Giuseppe Taglioretti, calciatore e allenatore di calcio italiano (n. 1936)
- 22 gennaio - Jef van Gool, calciatore belga (n. 1935)
- 23 gennaio - Renato Cecchetto, attore, doppiatore e direttore del doppiaggio italiano (n. 1951)
- 23 gennaio - Enzo Fasano, politico italiano (n. 1951)
- 23 gennaio - Serge Korber, regista e sceneggiatore francese (n. 1936)
- 23 gennaio - Barbara Krafftówna, attrice polacca (n. 1928)
- 23 gennaio - Keto Losaberidze, arciera sovietica (n. 1949)
- 23 gennaio - Thierry Mugler, stilista e fotografo francese (n. 1948)
- 23 gennaio - Jean-Claude Mézières, fumettista francese (n. 1938)
- 23 gennaio - Paolo Taggi, autore televisivo, sceneggiatore e giornalista italiano (n. 1956)
- 23 gennaio - Antônia da Santa Cruz, supercentenaria brasiliana (n. 1905)
- 23 gennaio - William Álvarez, tennista e allenatore di tennis colombiano (n. 1934)
- 24 gennaio - Flavio Carboni, faccendiere italiano (n. 1932)
- 24 gennaio - Szilveszter Csollány, ginnasta ungherese (n. 1970)
- 24 gennaio - Greta Ferušić, superstite dell'Olocausto bosniaca (n. 1924)
- 24 gennaio - Fatma Girik, attrice e politica turca (n. 1942)
- 24 gennaio - Lorenzo Revojera, ingegnere, alpinista e saggista italiano (n. 1930)
- 25 gennaio - Juan Ramón Báez, cestista portoricano (n. 1935)
- 25 gennaio - Mark Cejtlin, scacchista russo (n. 1943)
- 25 gennaio - Etchika Choureau, attrice francese (n. 1929)
- 25 gennaio - Svetlana Căpățînă, politica moldava (n. 1969)
- 25 gennaio - Vladimir Gubarev, giornalista, scrittore e drammaturgo russo (n. 1938)
- 25 gennaio - Wim Jansen, calciatore e allenatore di calcio olandese (n. 1946)
- 25 gennaio - Brigitte Jeandel, sciatrice alpina francese (n. 1951)
- 25 gennaio - Crispin Tickell, diplomatico e ambientalista britannico (n. 1930)
- 25 gennaio - Gian Paolo Tonini, biologo italiano (n. 1949)
- 25 gennaio - Esteban Edward Torres, politico e ambasciatore statunitense (n. 1930)
- 26 gennaio - Philippe Contamine, medievista francese (n. 1932)
- 26 gennaio - Ludwig Müller, siepista e mezzofondista tedesco (n. 1932)
- 26 gennaio - Antonio Puddu, scrittore italiano (n. 1933)
- 26 gennaio - Jeremiah Stamler, cardiologo, epidemiologo e attivista statunitense (n. 1919)
- 27 gennaio - Marcel Mauron, calciatore svizzero (n. 1929)
- 27 gennaio - Matteo Scanni, giornalista e regista italiano (n. 1970)
- 27 gennaio - Susan Shaw, ambientalista statunitense (n. 1943)
- 27 gennaio - Arnold Squitieri, mafioso statunitense (n. 1936)
- 27 gennaio - Kenneth Wannberg, compositore e arrangiatore statunitense (n. 1930)
- 27 gennaio - René de Obaldia, drammaturgo e poeta francese (n. 1918)
- 28 gennaio - Corrado Alunni, terrorista italiano (n. 1947)
- 28 gennaio - Cristina Annino, scrittrice, poetessa e pittrice italiana (n. 1941)
- 28 gennaio - Paolo Gioli, pittore, fotografo e regista italiano (n. 1942)
- 28 gennaio - Hanspeter Lanig, sciatore alpino e allenatore di sci alpino tedesco (n. 1935)
- 28 gennaio - Guy Laporte, rugbista a 15, allenatore di rugby a 15 e dirigente sportivo francese (n. 1952)
- 28 gennaio - Mel Mermelstein, scrittore cecoslovacco (n. 1926)
- 29 gennaio - Howard Hesseman, attore statunitense (n. 1940)
- 29 gennaio - Enrico Olivieri, attore italiano (n. 1939)
- 29 gennaio - Bernard Quilfen, ciclista su strada e dirigente sportivo francese (n. 1949)
- 29 gennaio - Rajgopalan Rajamohan, astronomo indiano
- 30 gennaio - Frans Aerenhouts, ciclista su strada belga (n. 1937)
- 30 gennaio - Geoffrey Ashe, scrittore e storico britannico (n. 1923)
- 30 gennaio - Aulo Brazzoduro, fumettista italiano (n. 1928)
- 30 gennaio - Piero Gamba, direttore d'orchestra e pianista italiano (n. 1936)
- 30 gennaio - Zhang Guangde, artista marziale e pedagogo cinese (n. 1931)
- 30 gennaio - Babo Kabasu, calciatore della Repubblica Democratica del Congo (n. 1950)
- 30 gennaio - Cheslie Kryst, modella statunitense (n. 1991)
- 30 gennaio - Leonid Vjačeslavovič Kuravlëv, attore sovietico (n. 1936)
- 30 gennaio - María José Ulla, modella spagnola (n. 1946)
- 30 gennaio - Robert Wall, attore statunitense (n. 1939)
- 31 gennaio - Franco Antonelli, mezzofondista italiano (n. 1934)
- 31 gennaio - Ekkehardt Belle, attore, doppiatore e direttore del doppiaggio tedesco (n. 1954)
- 31 gennaio - Pierre Bellon, imprenditore francese (n. 1930)
- 31 gennaio - James Bidgood, fotografo e regista statunitense (n. 1933)
- 31 gennaio - Carleton Carpenter, attore, scrittore e compositore statunitense (n. 1926)
- 31 gennaio - Onésimo Cepeda Silva, vescovo cattolico messicano (n. 1937)
- 31 gennaio - Tatiana Farnese, attrice italiana (n. 1924)
- 31 gennaio - Carlo Formenti, imprenditore italiano (n. 1926)
- 31 gennaio - Jimmy Johnson, cantante, chitarrista e musicista statunitense (n. 1928)
- 31 gennaio - Isabel Robalino, avvocata, sindacalista e politica ecuadoriana (n. 1917)
- 31 gennaio - Tito Stagno, giornalista, telecronista sportivo e conduttore televisivo italiano (n. 1930)